# Flughafen John A. Osborne

i7
i11
i13
Der John A. Osborne Airport (bis 2008 Gerald’s Airport, IATA-Code: MNI, ICAO-Code: TRPG) ist der internationale Verkehrsflughafen von Montserrat. Zum Flughafen gehören ein Restaurant sowie Zoll- und Einreiseeinrichtungen.
Der Flughafen ist der einzige in der Karibik, dessen Start- und Landebahn über einen Tunnel führt.

## Geschichte
Der neue Passagierterminal wurde im Februar 2005 von Prinzessin Anne eingeweiht, die offizielle Eröffnung des Flughafens erfolgte am 11. Juli 2005. Er ersetzt den alten Flughafen W. H. Bramble, der 1997 durch einen Ausbruch des Vulkans Soufrière Hills gänzlich zerstört worden war. Zwischen 1997 und 2005 war Montserrat nur per Schiff und Helikopter erreichbar. Die Baukosten des gesamten Flughafens beliefen sich auf etwa 18,5 Mio. US-Dollar. Er erhielt im Juli 2008 zu Ehren von John Osborne, einem ehemaligen Chief Minister von Montserrat, seinen heutigen Namen.

## Fluggesellschaften
Vom Flughafen John A. Osborne aus bedienen FlyMontserrat sowie Winair, Trans Anguilla Airways und ABM Air verschiedene Ziele in der Karibik.